# Championnats de France de taekwondo 2015
Navigation
2014 2016
Les championnats de France de taekwondo 2015 ont lieu à Marseille.

## Palmarès

### Hommes
| Catégorie              | Or                      | Argent            | Bronze             |
| ---------------------- | ----------------------- | ----------------- | ------------------ |
| Poids fin (–54 kg)     | Afid Bengorine          | Stéphane Audibert | Shayan Lostis      |
| Poids fin (–54 kg)     | Afid Bengorine          | Stéphane Audibert | Cyrille Zobda      |
| Poids mouche (–58 kg)  | Dylan Chellamootoo      | Falilou Hane      | Tafial Slene       |
| Poids mouche (–58 kg)  | Dylan Chellamootoo      | Falilou Hane      | Fares Manai        |
| Poids coq (–63 kg)     | Christophe Selly        | Clément Martinez  | Walid Boumedien    |
| Poids coq (–63 kg)     | Christophe Selly        | Clément Martinez  | Sofiane Aziez      |
| Poids plume (–68 kg)   | Jean-François Taïb Sarr | Hans Zohin        | Christopher Dubois |
| Poids plume (–68 kg)   | Jean-François Taïb Sarr | Hans Zohin        | Ilyes Belahadji    |
| Poids léger (–74 kg)   | Remuela Tinirau         | Jordan Maikoouva  | Xavier Bouldoires  |
| Poids léger (–74 kg)   | Remuela Tinirau         | Jordan Maikoouva  | Manuarii Bousquet  |
| Poids welters (–80 kg) | Ynoussa Sawadogo        | Mamédy Doucara    | Yassine Aibeche    |
| Poids welters (–80 kg) | Ynoussa Sawadogo        | Mamédy Doucara    | Ismaël Bouzid      |
| Poids moyens (–87 kg)  | Waldeck Defaix          | Yassine El Assali | Iliès El Assali    |
| Poids moyens (–87 kg)  | Waldeck Defaix          | Yassine El Assali | Vianney Mobelus    |
| Poids lourds (+87 kg)  | Pascal Gentil           | Mathias Maizeroi  | Theo Casas         |
| Poids lourds (+87 kg)  | Pascal Gentil           | Mathias Maizeroi  | Grégory Talbot     |

### Femmes
| Catégorie              | Or               | Argent | Bronze |
| ---------------------- | ---------------- | ------ | ------ |
| Poids fin (-46 kg)     | Sarah Adidou     |        |        |
| Poids fin (-46 kg)     | Sarah Adidou     |        |        |
| Poids mouche (-49 kg)  | Yasmina Aziez    |        |        |
| Poids mouche (-49 kg)  | Yasmina Aziez    |        |        |
| Poids coq (-53 kg)     | Floriane Liborio |        |        |
| Poids coq (-53 kg)     | Floriane Liborio |        |        |
| Poids plume (-57 kg)   | Laurygan Celin   |        |        |
| Poids plume (-57 kg)   | Laurygan Celin   |        |        |
| Poids léger (-62 kg)   | Léa Cherbouquet  |        |        |
| Poids léger (-62 kg)   | Léa Cherbouquet  |        |        |
| Poids welters (-67 kg) | Haby Niaré       |        |        |
| Poids welters (-67 kg) | Haby Niaré       |        |        |
| Poids moyens (-73 kg)  | Maeva Mellier    |        |        |
| Poids moyens (-73 kg)  | Maeva Mellier    |        |        |
| Poids lourds (+73 kg)  | Gwladys Épangue  |        |        |
| Poids lourds (+73 kg)  | Gwladys Épangue  |        |        |